# Frits Hammer Kjølsen
Frits Aage Hammer Kjølsen (29. september 1893 i København – 9. april 1985) var en dansk kontreadmiral, militærattaché og forfatter, der op til invasionen af Danmark i 1940 advarede regeringen om et angreb fra tysk side.
Frits Hammer Kjølsen var søn af kaptajn i Marinen, bureauchef R.H. Kjølsen (død 1931) og hustru Frederikke f. Hammer (død 1927). Kjølsen indtrådte i Marinen i 1909, blev sekondløjtnant i Søofficerskorpset 1914, premierløjtnant 1915, var i tjeneste i Udenrigsministeriet og ved gesandtskabet i Berlin 1919 og ved generalkonsulatet i Hamborg 1920, kaptajnløjtnant 1923, var adjudant hos H.k.H. kronprinsen 1926-29, 1932 og 1935, blev kaptajn 1930. Han fik certifikat som fransk stabsofficer efter at have gennemgået École de guerre navale i Paris 1930-31, orlogskaptajn 1932 og chef for ubådsflotillen 1933, for inspektionsskibene Beskytteren 1935, Islands Falk 1938, Ingolf 1939 og for fiskeriinspektionen i danske farvande og Nordsøen samt ved Færøerne 1938-39.
Fra 1939 til 1941 var Kjølsen med grad af kommandørkaptajn militærattaché ved det danske gesandtskab i Berlin, hvor han i dagene op til den 9. april 1940 fra fra flere af sine udenlandske kolleger fik informationer, som pegede på, at et tysk angreb på Danmark var nært forestående. Disse oplysninger stammede fra bl.a. den antinazistiske tyske efterretningsofficer oberst Hans Oster. Frits Hammer Kjølsen indberettede flere gange sine vigtige oplysninger til Udenrigsministeriet i København, men de alarmerende oplysninger blev ikke anset for pålidelige, hvorfor regeringen ikke mente at kunne handle på grundlag af dem. I 1941 blev Kjølsen erklæret for persona non grata og udvist af Nazityskland.
Derefter var Kjølsen stabschef ved Kystflåden til flådens sænkning ved samarbejdspolitikkens ophør den 29. august 1943 og blev interneret af tyskerne fra denne dato og til 22. oktober 1943. Han var under den sidste del af besættelsen aktiv i modstandsbevægelsen som chef for Den Danske Brigades marineafdeling i Sverige.
Efter krigen blev han kommandør og udnævnt til marineattaché i Washington D.C. i USA 1946-49 og ved gesandtskabet i Ottawa i Canada 1947-49. Han var midlertidig kontreadmiral som formand for den danske delegation i Nordatlantisk Ocean Planlægningsgruppe i Washington 1949, styrkechef i første kombinerede dansk-norske flådeøvelse i Skagerrak og Østersøen 1950, medlem af delegationen til udarbejdelsen af dansk-amerikansk overenskomst af 27. april 1951 om Grønlands forsvar, chef for Grønlands Kommando og marinedistrikt fra 1951 samt Island Commander Greenland under NATO 1952 og indtil sin afgang som kontreadmiral 1955. Han var Kommandør af 1. grad af Dannebrog og Dannebrogsmand.
Kjølsen var sekretær i Det Søe-Militaire Kaart-Archiv og Bibliotheks-Selskab 1925-27, medlem af bestyrelsen for Søe-Lieutenant-Selskabet i 1921 og for Søofficersforeningen 1935-41, for selskabet Fregatten Jyllands Venner 1938-68, formand for Marinehistorisk Selskab i 1951 og for søværnets museumsudvalg 1956-58; i komitéen for Orlogsmuseet 1958-68, formand for Foreningen til Søfartens Fremme 1958-64, medlem af Søfartsrådet 1958-64; i komitéen for Dansk Skibsadoption 1958-64 og i bestyrelsen for foreningen Orlogsmuseets Venner 1960-63.
Han skrev flere bøger om begivenhederne under Besættelsen samt erindringer og historiske værker, bidrag til Tidsskrift for Søvæsen mm.
Kjølsen blev gift 20. januar 1925 med Eline Wilhjelm (6. januar 1902 på Frederiksberg – 24. juli 1988), datter af maleren Johannes Wilhjelm og hustru Johanne Marie f. Kløcker (død 1951). Parret er begravet på Holmens Kirkegård.

## Forfatterskab
- Slægten Kjølsen, 1931.
- Vort Søværns Hæders- og Mindedage, København: H. Hagerup 1942.
- Optakten til 9. April, 1945.
- Da Danmarks Flaade blev sænket, København: H. Hagerup 1945.
- Mit livs logbog. En søofficers og diplomats erindringer før og efter 9. april 1940, København: Berlingske Forlag 1957
- Orlogsliv og lune, København: Høst & Søn 1960.
- Fregatten fortæller. Til Orlogs med Jylland for 100 Aar siden, Nationalmuseet 1962.
- Capitain F.L. Norden og hans rejse til Ægypten 1737-38, København: Gads Forlag 1965.
- Rokokogreven Pierre d'Esneval og Christian VIs etiopiske projekt. Count d'Esneval and King Christian VI's Etiopien Project, 1736-39. With an English Summary, Skrifter udgivet af Jysk Selskab for Historie, Århus: Universitetsforlaget i Aarhus 1968.
- Fra Rokokotiden til vore dage, København: Forlaget Rhodos 1973.

Bidrag til:
- Søe-Lieutenant-Selskabets Historie, 1934.
- Flaadelære, 1935.
- Vort Flag, 1943.
- Det forenede Norden, 1943.
- Den Danske Brigade, 1945.